# محمل رئيسي

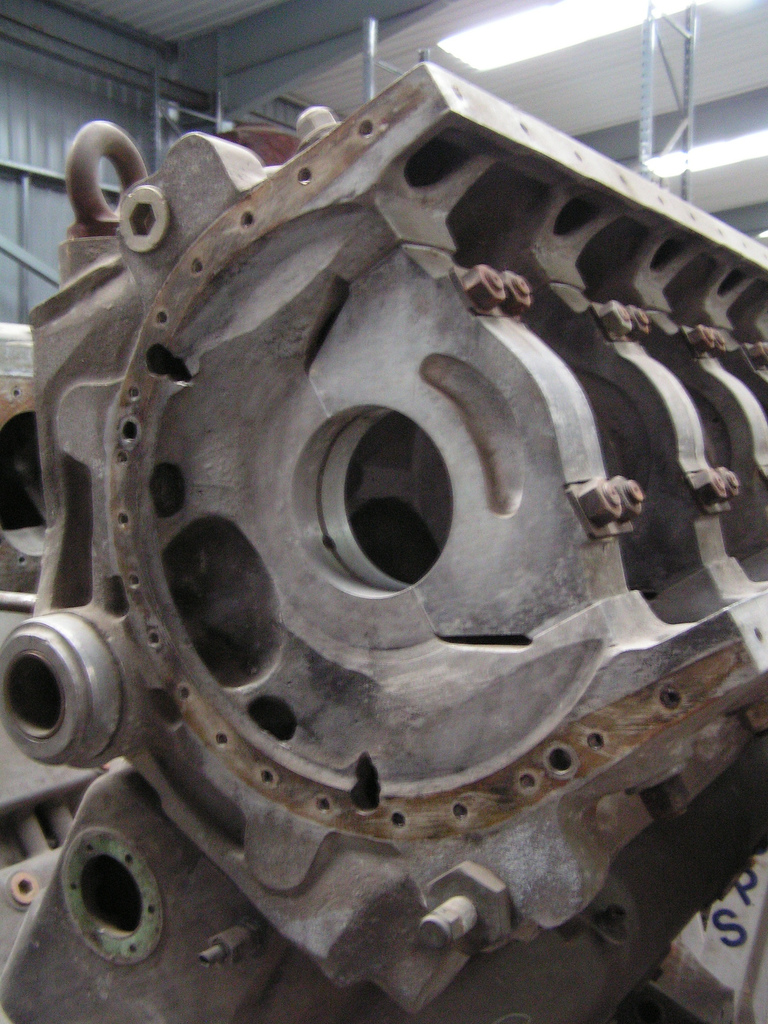

تسمى في مصر السبيكة وتسمى في العراق والخليج «بيرن بكن» أو «بيرنگ بگن» أو «بيرنق» أو «بيرنج» من "main bearing" الإنجليزية بمعنى المَحْمِل أو المدحرجات الرئيسية. أيضاً تسمى في العراق «يطق» أو «يطغ» من «ياتاق» الفارسية بمعنى سرير وأيضاً بمعنى المَحْمِل. تسمى في ليبيا برونزيني.
سبيكة المحرك هي اللحاء وهي شريحة مقوسة بين المحرك وكراسي جلوس الأماكن الدوارة بالمحرك مثل عمود الكرنك وعمود الكامة، وهي الواقي من الاحتكاك وتعمل عمل البيرنج داخل المحرك وتسهل حركة المرفق.
سبائك عمود الكرنك من الممكن استبدالها وتصنع من نصفين، كل نصف عبارة عن نصف دائرة ولما يجتمعان مع بعض يلف العمود داخلهما ومحملا عليهما.
السطح الخارجي للنصف الواحد يصنع من الحديد العادي بمواصفات خاصة. قد يكون من الصلب مثلا أو الحديد المطاوع ولكن ليس من الحديد الزهر، حسب خصائص كل معدن، وله سمك معين.
اما السطح الداخلي الذي يوضع عليه عمود الكرنك، والذي يحصل عليه الحمل لحظة الدوران بالذات والتبطيل عندما ينام العمود على باطن السبيكة، فإن النصف الواحد يطلى أو يصب عليه معدن بابت أبيض وأطرى عن الخارجي بسمك ضعيف جدا وتحته يكون أيضاً مادة من خامة معينة من مادة النحاس. بسبب ذلك التركيب الكيميائي يسمى السبيكة لأن هذه المواد سبكت مع بعض.
ويلاحض ان السبيكة تكون مثقوبة ومنها يضخ الزيت بقوة من خلال الثقب لعمل طبقة عازلة من لزوجة الزيت.
وظيفة السبائك حماية عمود الكرنك من الاحتكاك. وتآكل السبائك يعمل صوت طقة في السيارة. قد تتاكل السبيكة مع الزمن أو اهمال تغيير الزيت في وقته أو اتساخ الزيت أو ارتفاع الحرارة وهي كلها امور تؤثر على أداء وتحمّل السبيكة. قد تضعف السبيكة حتى تتلف الكرسي الذي تجلس عليه بعدها تحتاج إلى المخرطة لحل المشكلة وهو تنعيم الكرسي وكذلك عمود المكبس أو استبدال المكبس. تسمى هذه العملية «التوضيب» في مصر و«التجفيت» في العراق والكويت (من «جُفت» بالفارسية بمعنى الاقتران). وفي بعض السيارات المحرك يحتوي على كرسي احتياطي يستبدل اسفل السبائك بدل التنعيم لان التنعيم اصلا قد ياكل شيئا من المليمترات التي قد تجعل حركة السبائك في فضاوية أكثر من المطلوب.